# Kongerække (Storbritannien)
 For alternative betydninger, se Kongerække. (Se også artikler, som begynder med Kongerække)
Dette er en liste over britiske regenter. Den omfatter ikke regenter af de tidligere selvstændige kongeriger England og Skotland. Kongeriget Storbritannien (Det Forenede Kongerige efter sammenlægningen med Kongeriget Irland) opstod da England og Skotland blev forenet 1. maj 1707 ved vedtagelsen af Acts of Union i 1707.
England og Skotland havde været i personalunion med fælles monark siden 24. marts 1603. 1. januar 1801 blev Storbritannien forenet med Kongeriget Irland i Det Forenede Kongerige Storbritannien og Irland. Irland havde tidligere været i personalunion med Storbritannien. Efter at det meste af Irland forlod unionen 6. december 1922, skiftede riget 12. april 1927 officielt navn til det nuværende, Det Forenede Kongerige Storbritannien og Nordirland. Disse kongedømmer har siden da samlet set haft 13 monarker.
En liste over engelske regenter kan findes her, mens en liste over skotske regenter kan findes her.

## Huset Stuart(1707-1714)
Anne havde været dronning af England, Skotland og Irland siden 8. marts 1702, og blev således dronning af Storbritannien med Acts of Union i 1707. Hun regerede i alt i 12 år og 147 dage.
| Navn                                              | Portræt | Våbenskjold | Født                                                              | Ægteskab                                   | Død                                    | Tronkrav           | Ref.  |
| ------------------------------------------------- | ------- | ----------- | ----------------------------------------------------------------- | ------------------------------------------ | -------------------------------------- | ------------------ | ----- |
| Anne 1. maj 1707 – 1. august 1714 (7 år, 92 dage) |         |             | 6. februar 1665 St James's Palace Datter af Jakob 2. og Anne Hyde | Jørgen af Danmark 28. juli 1683 Ingen børn | 1. august 1714 Kensington Palace 49 år | Datter af Jakob 2. | [ 1 ] |

## Huset Hannover(1714-1901)
| Navn                                                         | Portræt | Våbenskjold | Født | Ægteskab | Død                                      | Tronkrav                                    | Ref.  |
| ------------------------------------------------------------ | ------- | ----------- | --- | --- | ---------------------------------------- | ------------------------------------------- | ----- |
| Georg 1. 1. august 1714 – 11. juni 1727 (12 år, 315 dage)    |         |             | 28. maj 1660 Leineschloss Søn af Ernst August af Braunschweig-Lüneburg og Sophie af Hannover                 | Sophie Dorothea af Braunschweig-Lüneburg-Celle 21. november 1682 2 børn                                            | 11. juni 1727 Schloss Osnabrück 67 år    | Søn af Sophie af Pfalz Oldebarn af Jakob 1. | [ 2 ] |
| Georg 2. 11. juni 1727 – 25. oktober 1760 (33 år, 137 dage)  |         |             | 30. oktober 1683 Schloss Herrenhausen Søn af Georg 1. og Sophie Dorothea                                     | Caroline af Brandenburg-Ansbach 22. august 1705 8 børn                                                             | 25. oktober 1760 Kensington Palace 76 år | Søn af Georg 1.                             | [ 3 ] |
| Georg 3. 25. oktober 1760 – 29. januar 1820 (59 år, 97 dage) |         |             | 4. juni 1738 Norfolk House Søn af Frederik af Wales og Augusta af Sachsen-Gotha                              | Charlotte af Mecklenburg-Strelitz 8. september 1761 15 børn                                                        | 29. januar 1820 Windsor Castle 81 år     | Barnebarn af Georg 2.                       | [ 4 ] |
| Georg 4. 29. januar 1820 – 26. juni 1830 (10 år, 149 dage)   |         |             | 12. august 1762 St James's Palace Søn af Georg 3. og Charlotte                                               | (1) Maria Fitzherbert 15. september 1785 Ingen børn (2) Caroline af Braunschweig-Wolfenbüttel 8. april 1795 1 barn | 26. juni 1830 Windsor Castle 67 år       | Søn af Georg 3.                             | [ 5 ] |
| Vilhelm 4. 26. juni 1830 – 20. juni 1837 (6 år, 360 dage)    |         |             | 21. august 1765 Buckingham Palace Søn af Georg 3. og Charlotte                                               | Adelaide af Sachsen-Meiningen 13. juli 1818 2 børn                                                                 | 20. juni 1837 Windsor Castle 71 år       | Søn af Georg 3.                             | [ 6 ] |
| Victoria 20. juni 1837 – 22. januar 1901 (63 år, 217 dage)   |         |             | 24. maj 1819 Kensington Palace Datter af Edvard af Kent og Strathearn og Victoria af Sachsen-Coburg-Saalfeld | Albert af Sachsen-Coburg-Gotha 10. februar 1840 9 børn                                                             | 22. januar 1901 Osborne House 81 år      | Barnebarn af Georg 3.                       | [ 7 ] |

## Huset Sachsen-Coburg-Gotha(1901-1917) ogWindsor(1917-2022)
| Navn                                                               | Portræt | Våbenskjold | Født                                                          | Ægteskab                                                 | Død                                     | Tronkrav           | Ref.   |
| ------------------------------------------------------------------ | ------- | ----------- | ------------------------------------------------------------- | -------------------------------------------------------- | --------------------------------------- | ------------------ | ------ |
| Edvard 7. 22. januar 1901 – 6. maj 1910 (9 år, 105 dage)           |         |             | 9. november 1841 Buckingham Palace Søn af Victoria og Albert  | Alexandra af Danmark 10. marts 1863 6 børn               | 6. maj 1910 Buckingham Palace 68 år     | Søn af Victoria    | [ 8 ]  |
| Georg 5. 6. maj 1910 – 20. januar 1936 (25 år, 260 dage)           |         |             | 3. juni 1865 Marlborough House Søn af Edvard VII og Alexandra | Mary af Teck 6. juli 1893 6 børn                         | 20. januar 1936 Sandringham House 70 år | Søn af Edvard 7.   | [ 9 ]  |
| Edvard 8. 20. januar 1936 – 11. december 1936 (326 dage)           |         |             | 23. juni 1894 White Lodge Søn af Georg 5. og Mary             | Wallis Simpson 3. juni 1937 Ingen børn                   | 28. maj 1972 Villa Windsor 77 år        | Søn af Georg 5.    | [ 10 ] |
| Georg 6. 11. december 1936 – 6. februar 1952 (15 år, 58 dage)      |         |             | 14. december 1895 Sandringham House Søn af Georg 5. og Mary   | Elizabeth Bowes-Lyon 26. april 1923 2 børn               | 6. februar 1952 Sandringham House 56 år | Søn af Georg 5.    | [ 11 ] |
| Elizabeth 2. 6. februar 1952 – 8. september 2022 (70 år, 214 dage) |         |             | 21. april 1926 Mayfair Datter af Georg 6 og Elizabeth         | Philip af Grækenland og Danmark 20. november 1947 4 børn | 8. september 2022 Balmoral Castle 96 år | Datter af Georg 6. | [ 12 ] |

## Huset Windsornu som en gren afHuset Glücksborg(2022-)
| Navn                                                     | Portræt | Våbenskjold | Født                                                                            | Ægteskab                                                            | Død       | Tronkrav            | Ref. |
| -------------------------------------------------------- | ------- | ----------- | ------------------------------------------------------------------------------- | ------------------------------------------------------------------- | --------- | ------------------- | ---- |
| Charles 3. 8. september 2022 – til nu (2 år og 197 dage) |         |             | 14. november 1948 Buckingham Palace Søn af Elizabeth 2. og Phillip af Edinburgh | Diana, prinsesse af Wales2 børn Camilla, dronning af Storbritannien | Nulevende | Søn af Elizabeth 2. |      |